# Staffanstorp
För andra betydelser, se Staffanstorp (olika betydelser).
Staffanstorp är en tätort i Skåne och centralort i Staffanstorps kommun, Skåne län.  Staffanstorp ligger sydost om Lund och nordost om Malmö. I orten finns Brågarps kyrka som är uppförd under 1100-talet.

## Ortnamnet
Platsen omnämns i skrift första gången år 1304, då i formen Stafnsthorp. Enligt Svenskt ortnamnslexikon hänger förleden troligen samman med ett gammalt mansnamn Stafn. Detta namn skulle inte ha samband med namnet Stefan/Staffan, utan ha innebörden "stäv" (på ett skepp). Byns namn förvandlades sedan i dagligt tal till Stanstorp. När en järnvägsstation byggdes 1875 fick den namnet Staffanstorp. Denna form hade tillkommit tidigare på 1800-talet och valdes för att undvika förväxling med ett annat Stanstorp. När den nuvarande församlingen bildades år 2000 fick den namnet S:t Staffans församling och på församlingens hemsida hävdar däremot författaren Ivan Pfeifer att "den helige Stefanus ytterst gett Staffanstorp dess namn". Av detta har sedan församlingen fått sitt namn. Två olika tolkningar av ortnamnet, alltså.

## Historia
År 1857 fick Staffanstorps gästgivaregård, i korsningen för landsvägarna Arlöv–Dalby respektive Lund–Trelleborg, sina gästgivarrättigheter.
Nuvarande Gästis byggdes år 1880. Sedan dess har gästgiveriverksamhet bedrivits på platsen. Sedan 2021 kan besökare återigen övernatta här.
År 1885 öppnades Staffanstorps sockerbruk ett råsockerbruk som, fram till nedläggningen 1963, var ortens viktigaste industri. Sockerbrukets arbetare hyrde in sig i kringliggande byar, och så småningom kunde en del av dem köpa tomter utmed landsvägarna. Någon samlad bebyggelse uppstod inte kring sockerbruket.
1896-1960 var Staffanstorps station en järnvägsknut där linjerna mellan Malmö och Simrishamn respektive Lund och Trelleborg möttes. Sveriges hittills enda tågrån genomfördes den 18 mars 1907 på järnvägssträckan mellan Staffanstorp och Djurslöv.
Från 1950-talet ökade inflyttningen radikalt och ortens invånarantal flerfaldigades under de följande två decennierna.
År 1963 invigdes ett utomhusbad, Bråhögsbadet, med en av Skånes första 50 metersbassänger, och 1978 invigdes inomhusbadet bredvid. Preliminärt kommer Staffanstorp få ett nytt badhus 2027.
Många av invånarna arbetar på andra orter. I huvudsak sker utpendling till Lund och Malmö.

### Befolkningsutveckling
| Befolkningsutvecklingen i Staffanstorp 1960–2020 | Befolkningsutvecklingen i Staffanstorp 1960–2020 | Befolkningsutvecklingen i Staffanstorp 1960–2020 | Befolkningsutvecklingen i Staffanstorp 1960–2020 | Befolkningsutvecklingen i Staffanstorp 1960–2020 |
| ------------------------------------------------ | ------------------------------------------------ | ------------------------------------------------ | ------------------------------------------------ | ------------------------------------------------ |
|                                                  |                                                  |                                                  |                                                  |                                                  |
| År                                               |                                                  |                                                  | Folkmängd                                        | Areal (ha)                                       |
| 1960                                             | 1960                                             |                                                  | 1 647                                            |                                                  |
| 1965                                             | 1965                                             |                                                  | 3 030                                            |                                                  |
| 1970                                             | 1970                                             |                                                  | 6 746                                            |                                                  |
| 1975                                             | 1975                                             |                                                  | 10 895                                           |                                                  |
| 1980                                             | 1980                                             |                                                  | 11 365                                           |                                                  |
| 1990                                             | 1990                                             |                                                  | 11 976                                           | 567                                              |
| 1995                                             | 1995                                             |                                                  | 13 302                                           | 599                                              |
| 2000                                             | 2000                                             |                                                  | 13 596                                           | 629                                              |
| 2005                                             | 2005                                             |                                                  | 13 783                                           | 640                                              |
| 2010                                             | 2010                                             |                                                  | 14 808                                           | 663                                              |
| 2015                                             | 2015                                             |                                                  | 15 373                                           | 838                                              |
| 2020                                             | 2020                                             |                                                  | 16 854                                           | 889                                              |
| Anm.: sammanvuxen med Grevie och Beden 2015      |                                                  |                                                  |                                                  |                                                  |

## Bebyggelse
Den äldre bebyggelsen i Staffanstorp är i huvudsak i norr koncentrerad längs med Malmövägen, Södra Lundavägen, Valhallavägen och Järnvägsgatan. Området vid den gamla järnvägsstationen utgjorde tidigare tätortens centrum med kommunhus, post och telestation. I dess närhet finns även ortens gästgivaregård och det gamla polishuset samt det så kallade Sockerbruksområdet med bevarade byggnader och ett stort parkområde. Bebyggelsen är i huvudsak uppförd med tegelfasader i rött och gult som i vissa fall är putsade. I norr ligger även ett av samhällets större hyreshusområden, Åkershus. Centralt i Staffanstorp ligger högstadieskolan Baldersskolan (tidigare Centralskolan) i nära anslutning till parkområdet Balders Hage. Där finns även konsthall, bibliotek vårdcentral och äldreboende. 
Den nya bebyggelsen i tätorten består till största delen av villor och radhus men även högstadieskolan Hagalidskolan med intilliggande idrottsanläggning, samt ett område i Önsvala med företag. 
Under 1990-talet påbörjades ett omfattande byggnadsprojekt i Staffanstorp där de centrala delarna längs Storgatan byggdes om med mera skånsk/dansk karaktär. Genom bomässan Bo 97 uppmärksammades utbyggnaden i centrum och ett nytt bostadsområde etablerades i öster.
Under 2010-talet påbörjades ett nytt bostadsområde, Vikhem, i Södra Staffanstorp mellan väg 11 och Kronoslättsvägen.
Nästa stora utbyggnadsområde är Sockerstan.
På det gamla sockerbruksområdet på östra sidan om järnvägen i centrala Staffanstorp växer den nya stadsdelen Sockerstan fram med upp till 1 200 bostäder.

## Kommunikationer

### Vägar
Några kilometer norr om orten går motorvägen E22 utanför Lund och drygt fem kilometer västerut går E6/E20/E22 (Yttre Ringvägen). Precis utanför Staffanstorp går länsväg 108 och riksväg 11. Via yttre ringen i Malmö når man med bil Öresundsbron på ca 20 minuter.

### Busstrafik
Staffanstorp trafikeras av Skånetrafikens regionbusslinjer.

### Järnvägar

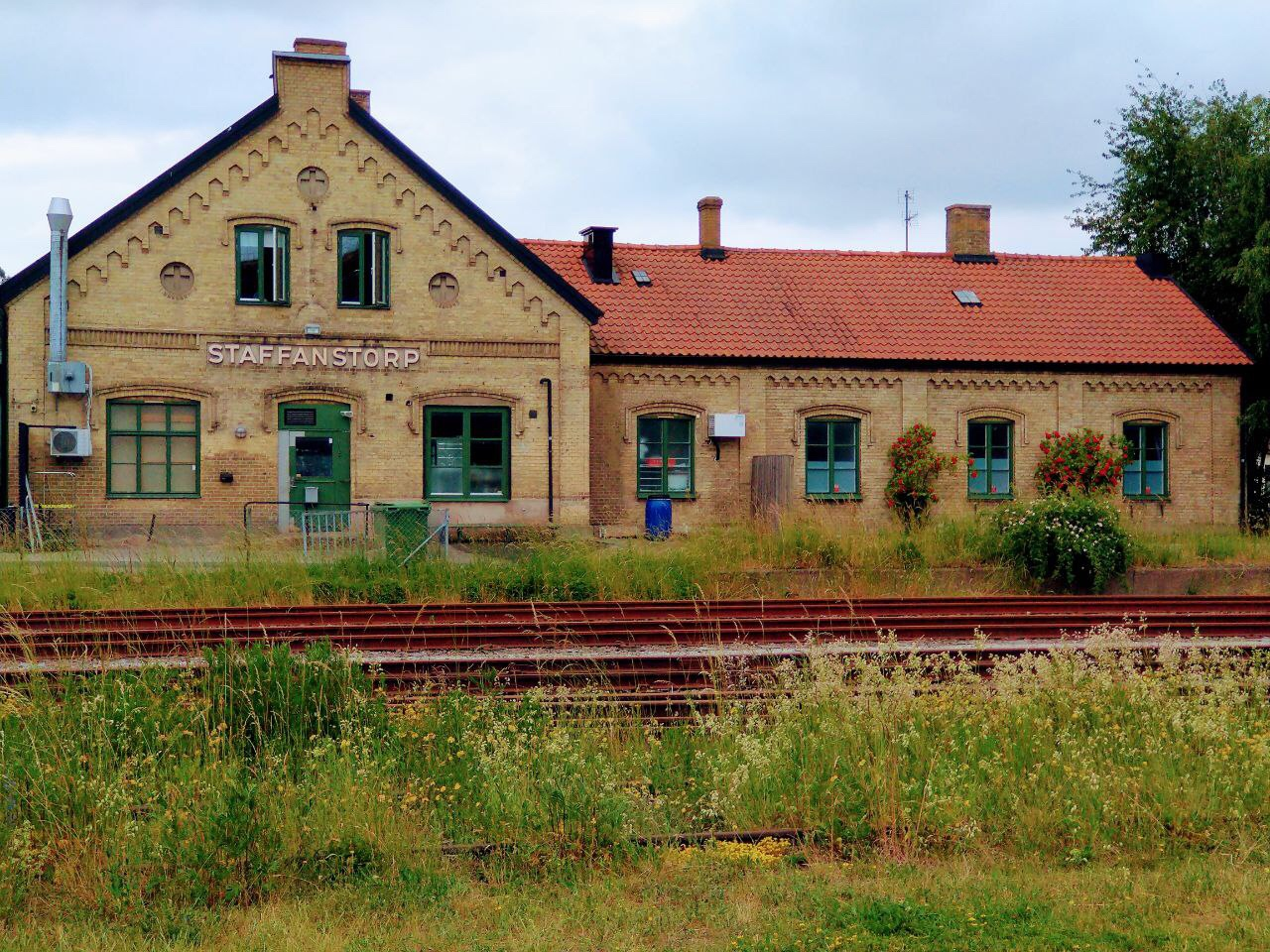
Staffanstorp station

De närmaste järnvägsstationerna ligger i Lund och Hjärup. Staffanstorp var tidigare en järnvägsknut där banorna  Lund-Trelleborgs Järnväg (1872-1960) och Malmö-Simrishamns Järnvägar (1892-1970) korsades. På bangården ligger spår och växlar fortfarande kvar. I stationshuset finns numera en restaurang.
Till 2016 fanns delsträckan Staffanstorpsbanan kvar som godsbana från Malmö. Spår och banvall är idag (2025) intakta, men i flera plankorsningar är rälsen överasfalterad.

## Evenemang
I maj månad arrangerar Lions Club Staffanstorp den s.k. Bonnamarknaden, den första Bonnamarknaden arrangerades 1971 och andra fredagen i oktober arrangerar Lions Club Staffanstorp Kulturnatten i Staffanstorp, den första Kulturnatten arrangerades 1996.
I juni månad arrangerar Staffanstorps motorförening den s.k. Staffanstorp motorfestival, den första motorfestivalen arrangerades 2005.

## Idrott
Ett flertal idrottsföreningar bedriver sin verksamhet på orten. Några av dessa är:
- IK Stanstad – Innebandy
- Staffanstorp United – Fotboll, bildad 2017 som en sammanslagning av Staffanstorps GIF (bildad 1927) och Kyrkheddinge IF (bildad 1934). A-laget på herrsidan spelar 2017 i Division 4 Skåne Östra.
- FC Staffanstorp – Fotboll, bildad 2014. A-laget på damsidan spelar 2017 i division 3 Skåne Sydvästra.
- Staffanstorps AI – Friidrott nedlagd 2011
- BK Aktiv – Brottning
- Nevis GF – Gymnastik
- BK Balder - Bowling bildades 2022
- BK Bråhög – Bowling A-laget spelar i division 1 Södra Götaland
- Staffanstorps BK – Bowling
- Staffanstorps BTK – Bordtennis
- Staffanstorps Hobbysällskap – Radiostyrd bilsport
- Staffanstorps Judoklubb – Judo
- Staffanstorps Ridsportsförening – Hästar
- Staffanstorp Saviors – Amerikansk fotboll
- SK Triton – Simning
- Staffanstorps Taekwondo Förening – Taekwondo
- LVÄ – Lillens Vänner – Boule
- Staffanstorps Karateklubb – Shotokan Karate
- Staffanstorps Boxningssällskap – Boxning
- Staffanstorps CK – Cykling
- Staffanstorps badmintonklubb – Badminton
- Staffanstorps handbollsklubb - Handboll